# 330e régiment d'infanterie
Pour les articles homonymes, voir 330e régiment.
Le 330e régiment d'infanterie (330e RI) est un régiment d'infanterie de l'Armée de terre française constitué en 1914, puis en 1939, par dédoublement du 130e régiment d'infanterie après mobilisation des réservistes.

## Création et différentes dénominations
- Août 1914 : création du 330e régiment d'infanterie
- Septembre 1918 : dissolution
- 20 décembre 1939 : nouvelle création du 330e régiment d'infanterie
- juin 1940 : dissolution

## Chefs de corps
- 9 août - 24 août 1914 : Lieutenant Colonel de Pigache Sainte-Marie
- du 9 août 1914 au 24 août 1914 : Lieutenant Colonel LESASSIER-BOISAUNE 8 septembre 1914/ 17 mai 1915
- du 24 mai 1915 au 20 juillet 1916 : Lieutenant-Colonel DUBOSQ 24 mai 1915/ 20 juillet 1916
- 21 juillet 1916 - 13 octobre 1916 : Lieutenant-Colonel Pluyette
- 23 octobre 1916 - 30 janvier 1917 : Lieutenant-Colonel Clouscard
- 10 février 1917 - 3 septembre 1918 : Lieutenant-Colonel Benedittini

## Historique des garnisons, combats et batailles du330eRI

### Première Guerre mondiale

#### Affectations
- 54e division d'infanterie d’août à septembre 1914
- 72e division d'infanterie de septembre 1914 à juillet 1915
- 132e division d'infanterie de juillet 1915 à septembre 1918

#### 1914
Garnison en 1914 : Mayenne
Charny (Verdun), Moirey), Chaumont, Moulainville, Béchamps, Vaudoncourt, Haudelaucourt combats de Spincourt, Conflans, Loison, cote 239. Retraite des 3e et 4e Armées : Béthincourt, ravin de Cuisy, Gercourt Jubécourt puis Brocourt Warcq, Étain, Rouvres-en-Woëvre, Braquis, Gussainville, bois de l’hôpital

#### 1915
Meuse : Côtes de Meuse : Watronville, bois du Braquis, bois de la Dame. Opérations en Woëvre : Fresnes puis Champlon, Riaville, moulin de Saulx cote 233 route Fresnes-Marchéville, ruisseau du Longeau, Riaville

#### 1916
Bataille de Verdun : Fresnes, Bonzée, Champlon cote des Hures, secteur de Troyon
Bataille de la Somme : bois Étoilé, Lihons, bois Madame, La Briqueterie, camp des Chasseurs puis Vermandovillers : tranchées de Saturne, de l’Eclipse et le bois d’Oertel Rouvroy-en-Santerre Ablaincourt

#### 1917
Verdun : côte 304, bois d’Avocourt
Champagne : Aubérive, ravin de la Goutte puis Le Cornillet, Mont Blond Le Casque secteur de La Cage à Poules, Moronvilliers, bois K60, boyau de Nérac

#### 1918
Champagne : Aubérive, Le Téton, Mont sans Nom
Aisne : Mont de Choisy, l’Ailette, ferme de Belle Fontaine, Lombray, Quierzy
Dissolution du régiment en septembre 1918

### Seconde Guerre mondiale
Formé dans le 20 décembre 1939 dans le secteur de Blois sous les ordres du lieutenant-colonel Le Mot, il appartenait à la 54e division d'infanterie sous les ordres du général Coradin, avec le 302e régiment d'infanterie et le 317e régiment d'infanterie, puis le 44e RADM (régiment d'artillerie divisionnaire motorisé), puis le 54e régiment du génie la 1re Cie de Sapeurs mineurs, est la 2e Cie de sapeurs mineurs. Unités rattachées le 42eRIF puis deux batteries du 170e régiment d'artillerie.[Quoi ?]
De 1939 à avril 1940, l'État-Major du 330e Régiment d'Infanterie fut logé à l'Hôtel le Pavillon des Fleurs, réquisitionné par l'armée après sa fermeture eu no 3 de la rue André-Theuriet

## Drapeau
Il porte, cousues en lettres d'or dans ses plis, les inscriptions suivantes :
- Verdun 1916
- L'Ailette 1918

Décorations décernées au régiment :
- Une citation à l’ordre du corps d’armée (Croix de guerre 1914-1918 avec étoile de vermeil).

## Devise
France toujours.

## Personnages célèbres ayant servi au330eRI
- Adjudant-chef Louis Best (1879-1951), « l'As des As de l’infanterie française ».

### Sources et bibliographie
1. ↑  Xavier Lenormand, Étienne Thieulin, À travers notre ville, l'histoire des rues de Bourg-la-Reine, Orléans, Imprimerie Nouvelle, 1994, p. 19/193 p.  (ISBN 2-9509068-0-X).
2. ↑  Décision no 12350/SGA/DPMA/SHD/DAT du 14 septembre 2007 relative aux inscriptions de noms de batailles sur les drapeaux et étendards des corps de troupe de l'armée de terre, du service de santé des armées et du service des essences des armées, Bulletin officiel des armées, no 27, 9 novembre 2007

- Le 330e RI à Quierzy (1918)Sources sur le web.
- Historique du 330e RI (1914-1918)Sources sur le web.